# Exema dispar
Exema dispar är en skalbaggsart som beskrevs av Lacordaire 1848. Exema dispar ingår i släktet Exema och familjen bladbaggar. Inga underarter finns listade i Catalogue of Life.